# Johannes Oberhof

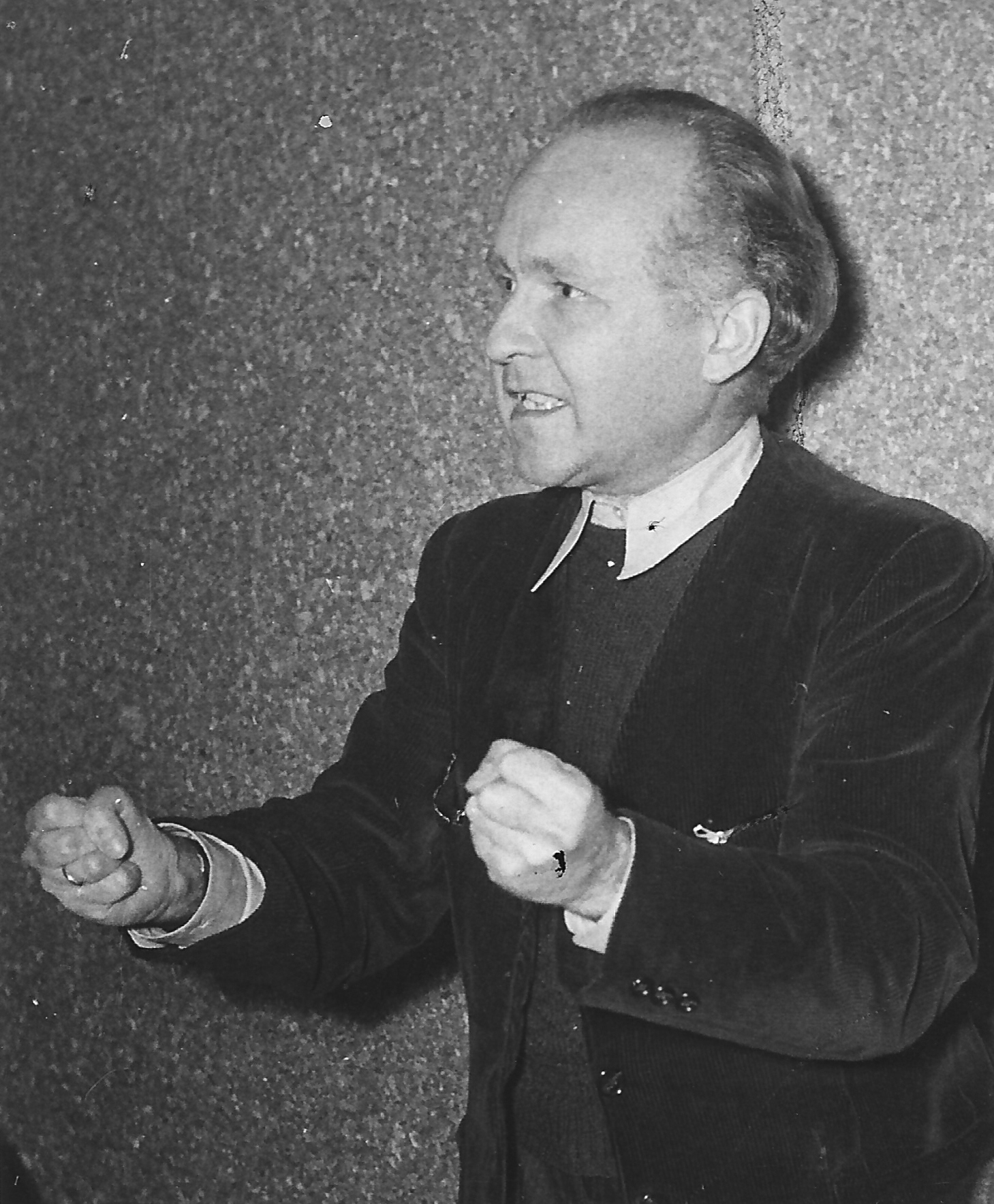
Johannes Oberhof, 1951

Johannes Albert Eduard Oberhof (* 24. April 1905 in Löwenbruch (Landkreis Teltow-Fläming); † 27. November 1987 in Uffing am Staffelsee) war ein deutscher evangelischer Geistlicher und ein Anhänger des religiösen Sozialismus.

## Leben

### Familie, Ausbildung und Beruf
Oberhof war Sohn des Pastors Albert Oberhof († 1910) und der Sophie Oberhof, geborene von Jena. Sein Großvater war der preußische General der Infanterie Karl Wilhelm Eduard von Jena. Er besuchte die Volksschule in Siegen, ab 1915 die Klosterschule in Donndorf und ab 1918 die Schule in Schulpforta. 1923 siedelte er nach Plön über und bestand am dortigen Gymnasium 1924 das Abitur.
Ab 1924 studierte er Theologie und Philosophie an der Universität Tübingen, unter anderem bei Karl Heim. 1926/27 setzte er sein Studium an der Universität Halle fort, wo ihn der Neutestamentler Julius Schniewind beeindruckte. Die beiden abschließenden Semester verbrachte er an der Universität Münster, wo er Vorlesungen bei Wilhelm Stählin hörte. 1927/28 siedelte er nach Berlin über, wo er für den am Kapp-Putsch beteiligten nationalsozialistischen Schriftsteller Bogislav von Selchow literarisch tätig wurde. Oberhofs Mitarbeit bei von Selchow endete im September 1935. Danach war er bis März 1939 Vikar und Prädikant in Berlin und Umgebung. Die zweite theologische Prüfung legte er 1939 vor dem Evangelischen Konsistorium der Mark Brandenburg in Berlin ab. Im Anschluss daran war er als Stipendiat der Deutschen Forschungsgemeinschaft mit einer Arbeit über das Nietzschebild der Gegenwart beauftragt.
Oberhof nahm von 1939 bis 1940 als freiwilliger Soldat am Zweiten Weltkrieg teil. 1944 wurde er wieder an der Ostfront eingesetzt und Anfang 1946 aus der sowjetischen Kriegsgefangenschaft entlassen.
1943 heiratete er Erika Radke, aus der Ehe gingen drei Söhne hervor.
1946 wurde er Anstaltsgeistlicher in der Strafanstalt Bremen-Oslebshausen und 1947 Pastor der Gemeinde St. Martini in Bremen.

### Teilnehmer am Friedenskongress
1950 nahm Oberhof am II. Weltfriedenskongress in Warschau teil. In einem  Artikel vom 24. November berichteten darüber die Bremer Nachrichten:
„Er soll sich anschließend auf einer Pressekonferenz der SED über seine Eindrücke auf diesem Kongreß geäußert haben. – Bekanntlich sollte Pastor Oberhof am 19. August dieses Jahres auf einer Veranstaltung des Komitees der Kämpfer für den Frieden auf dem Grundstück der kriegszerstörten Lesmona-Fabrik am Panzenberg sprechen. Später zog er jedoch seine anfängliche Zusage zurück.“
Diese Zeitungsnotiz war der Beginn einer Serie von Artikeln.
Am 25. November 1950 wurden Erklärungen des Kirchenausschusses der Bremischen Evangelischen Kirche und der St. Martini-Gemeinde veröffentlicht. Darin hieß es:
„Wie wir aus den Tageszeitungen erfahren haben, hat Herr Pastor Oberhof an dem Zweiten Weltfriedenskongreß in Warschau teilgenommen. Der Kirchenausschuss wird Herrn Pastor Oberhof nach der Rückkehr von seiner Reise zur Stellungnahme auffordern.“ Und:
„In einer weiteren Erklärung weist die St. Martini-Gemeinde darauf hin, daß Pastor Oberhof vor Antritt des ihm noch zustehenden Urlaubs nichts darüber hat verlauten lassen, wo und wie er diesen verbringen wolle. Die Gemeinde identifiziere sich nicht mit dem Geschehen.“
Die Bremer Nachrichten schrieben danach:
„Es ist nicht unsere Absicht, einem Geistlichen vorschreiben zu wollen, an welchen Kongressen er als Privatperson teilnimmt oder nicht. Wohl aber ist unsere Absicht aufzuzeigen, daß ein evangelischer Pfarrer, der die Freiheit des Westens genießt, um das Wort Gottes zu predigen, sich nicht in das Lager jener begeben kann, die die Freiheit des Geistes ebenso negieren, wie den christlichen Geist der Gewissensfreiheit – dies jedenfalls nicht kann, ohne Rechenschaft vor denen abzulegen, die er im Namen des Evangeliums betreut. […] Niemand, der heute eine Reise nach Warschau antritt, sollte sich über den Charakter seines Reiseziels im Unklaren sein. Auch nicht darüber, was mit seiner Anwesenheit bezweckt wird.“
Oberhof rechtfertige sich im November 1950 in einer „Aussprache über die durch seine Teilnahme am 2. Weltfriedenskongreß aufgeworfenen Fragen“. Ein Beitrag in den Bremer Nachrichten schließt mit dem Hinweis, Oberhof habe sich einer Aufforderung der Bremischen Evangelischen Kirche zu einer Rücksprache mit der Ausrede mangelnder Zeit entzogen.
„Sich entgegen dem Willen seiner Gemeinde, die ihn zum Seelsorger wählte, jetzt auf den Standpunkt stellen zu wollen, „er habe sein Amt von Gott“, scheint uns ein reichlich unzulänglicher Versuch zu sein, sich seiner Pflichten zu entledigen.“

### Disziplinarverfahren
Die Zeitungen berichteten in kurzen Abständen weiter über den Verlauf des Informationsabends und in Ausführlichkeit über die Rede im Friedrichstadt-Varieté. Im Dezember 1950 erschien ein Beitrag „Disziplinarverfahren gegen Oberhof“, demzufolge gegen ihn wegen verleumderischer Angriffe auf führende Männer der Kirche ein förmliches Disziplinarverfahren eingeleitet wurde und eine gleichzeitige vorläufige Dienstenthebung.
Das Disziplinarverfahren zog sich hin, der Autor Bockhöfer bemerkt dazu, dass sich Oberhof in dieser Zeit dem Kampf gegen die Wiederbewaffnung widmete und in zahlreichen Veranstaltungen im ganzen Bundesgebiet auftrat. Die Bremer Nachrichten schreiben, dass er „wiederholt bei Veranstaltungen kommunistischer Tarnorganisationen in Erscheinung getreten ist“.
Als Theodor Heuss sich über Oberhof erkundigte, gab Karl Carstens, der spätere Bundespräsident, die Frage am 13. Juni 1952 nach Bremen weiter und notierte:
„Meines Wissens ist Herr Oberhof wegen seiner aktiven Beteiligung an der von der KPD und SED eingeleiteten sogenannten Friedenspropaganda z.Zt. von seinen Amtspflichten als Pfarrer suspendiert“.
Das kirchliche Disziplinarverfahren begann im November 1952. Die Pressestelle der BEK gab nach Abschluss des Verfahrens dazu bekannt:
„Die Disziplinarkammer der BEK verhandelte vom 11. bis 14. März 1953 gegen den suspendierten Pastor Johannes Oberhof von der St. Martini-Gemeinde in Bremen. Die Verhandlung fand nach den Bestimmungen der kirchlichen Disziplinarordnung unter Ausschluß der Öffentlichkeit statt“.
„Die Disziplinarkammer erkannte gegen Pastor Oberhof auf die Strafe der Entfernung aus dem Amt. Dadurch verliert er seine Pfarrstelle an der St. Martini-Gemeinde und erlangt die Stellung eines Geistlichen im Wartestand“.
„Die Kammer hat ein Disziplinarvergehen darin erblickt, daß Pastor Oberhof seine Amtspflichten als Geistlicher an St. Martini in gröblicher Weise verletzt und daß er in öffentlichen Versammlungen herabwürdigende und sachlich unrichtige Äußerungen über führende Persönlichkeiten der Evangelischen Kirche in Deutschland getan hat. Ferner liegt nach Feststellung der Disziplinarkammer eine schwere eheliche Verfehlung vor. Die politische Gesinnung und Betätigung von Pastor Oberhof, insbesondere seine Teilnahme am Warschauer Friedenskongreß, haben weder bei der Einleitung des Verfahrens noch bei der Verurteilung eine Rolle gespielt“.
Oberhof legte gegen das Urteil bei der Obersten Kirchlichen Disziplinarinstanz Berufung ein. Anfang Januar 1954 wurde die Berufung zurückgewiesen und damit das Urteil rechtskräftig. Zuvor hatte er beim Verwaltungsgericht gegen die Weigerung des Bremer Stadt- und Polizeiamtes, ihm einen Reisepass auszustellen, geklagt. Diese Klage wurde abgewiesen.
Im Disziplinarverfahren wurden gröbliche Verletzungen der Amtspflichten an St. Martini angeführt. Bockhöfer führt dazu aus:
„Das Vertrauen, das ihm die Gemeinde entgegenbrachte, war nach drei Jahren verbraucht, die Stimmung schon gegen Ende 1949 angespannt. Oberhof war anders, als er nach den Vorstellungen der Gemeinde hätte sein sollen; Hausbesuche tat er als „Schuhsohlentheologie“ ab; den Konfirmanden-Unterricht vernachlässigte er; mangelnde Einhaltung von Absprachen, Unpünktlichkeit und häufigere Abwesenheit führten zu Unmut. Die Gemeinde verübelte ihm, daß er, um sich vom Tod seines neugeborenen Sohnes abzulenken, zu Weihnachten ins Kino gegangen war und sich dem gemeinsamen Sommerausflug durch ein Bad in der Weser mit anschließender Ruhepause entzogen hatte“.
Bockhöfer schrieb weiter:
Folgt man den autobiographischen Aufzeichnungen, so entlud sich jetzt ein Gewitter des Hasses in der Gemeinde: ‚„Ich war noch nicht aus Berlin zurück, da rief der Verwaltende Bauherr meiner Gemeinde“, H. H. Wilts, „schon bei meiner Frau an und erklärte ihr: ´Mit dem Pastor primarius in St. Martini ist es nun vorbei!` Wilts habe ihm, wenn er von seinen politischen Zielen nicht ablassen sollte, „einen Kampf ´bis aufs Messer`“ angedroht.“
Über die Zeit nach dem Disziplinarverfahren notiert Bockhöfer:
„Oberhof geriet in die Fronten des Kalten Krieges, gewiß auch deshalb, weil er sich in finanzieller Hinsicht vom Bremer Hinauswurf zeitlebens nicht mehr erholt hat; der Streit um die Höhe seiner Bezüge und später seiner Pension zog sich hin. Eine feste Anstellung im erlernten Beruf hat er nicht mehr gefunden und mußte sich schließlich als Verlagslektor, Versicherungsagent, Waschmaschinenvertreter, Angestellter der bayrischen Kirchenverwaltung und als Theaterstatist durchschlagen“.
„Sich ein verläßliches Bild von Oberhof zu machen, ist nicht einfach. Sein Kampf gegen die Wiederbewaffnung, die er für verhängnisvoll hielt, ist ernst zu nehmen. Menschen, die ihn näher kannten, kamen zu anderen Urteilen als die Bremer Presse. Johannes Oberhof war ein Pastor, den die Schuld der Deutschen im Ersten und Zweiten Weltkrieg nicht ruhen ließ, der den Frieden für wichtiger hielt als die täglichen Pflichten der Gemeinde gegenüber“.

### Düsseldorfer Prozess
Bis 1953 war Oberhof Mitglied des Präsidiums des Friedenskomitees der Bundesrepublik Deutschland, 1951/52 auch Mitglied der Geschäftsführenden Leitung des Hauptausschusses für Volksbefragung gewesen. Er war Vorsitzender des Vorbereitenden Komitees für die Weltjugendfestspiele 1951 in Berlin und Vorstandsmitglied des Demokratischen Kulturbundes.
1960 wurde er in einem Prozess gegen sechs führende Vertreter des Friedenskomitees der Bundesrepublik Deutschland in Düsseldorf wegen „Rädelsführerschaft in einer Vereinigung, deren Tätigkeit gegen die verfassungsmäßige Ordnung der BRD gerichtet ist“, zu einer Gefängnisstrafe von 3 Monaten auf Bewährung verurteilt. Dies wurde insbesondere damit begründet, dass vier der sechs Angeklagten (nicht aber Oberhof selbst) der inzwischen verbotenen KPD angehört hatten. Ihre Aktivitäten für den Frieden seien demnach nur Tarnung für das vom Generalbundesanwalt angenommene eigentliche Ziel der „Errichtung eines kommunistischen Regimes in der Bundesrepublik“.
Zu Oberhofs Verteidigung hatten unter anderen Kirchenpräsident Martin Niemöller, Gustav Heinemann, der Physiker John Desmond Bernal und Hans Joachim Iwand ausgesagt.
Der Spiegel kommentierte 1961, es habe sich um den „bislang ungewöhnlichsten politischen Strafprozeß“ gehandelt, und das Vorgehen des Gerichts „erhell(e) das Elend der politischen Justiz im liberalen Rechtsstaat: Zum Zwecke des Freiheitsschutzes für alle Bürger werden gegen den einzelnen Mittel angewendet, die das elementare Grundverhältnis jeder Rechtsordnung, das Verhältnis zwischen Mittel und Zweck, zu Lasten des Rechts und der Freiheit verzerren.“